# José Pérez Serer
José Pérez Serer, plus connu comme Pepe Serer, né le 4 mai 1966 à Quart de les Valls (Communauté valencienne, Espagne), est un footballeur espagnol reconverti en entraîneur.

## Biographie
Après avoir joué au FC Barcelone B, Pepe Serer débute en championnat avec l'équipe première du FC Barcelone dirigée par Johan Cruijff le 30 octobre 1988 face au Real Saragosse (victoire 1 à 0 du Barça). C'est le seul match de Pepe Serer avec Barcelone.
En 1989, il est transféré au RCD Majorque où il joue jusqu'en 1993. En 1993, il passe dans les rangs du Valence CF, puis en 1995 dans ceux du Villarreal CF.
Au terme de sa carrière de joueur, il entraîne les juniors du Valence CF. En 2012, il entraîne le FC Kairat Almaty au Kazakhstan.  Le 19 février 2013, il devient l'assistant d'Abel Resino au Celta de Vigo.